# Ritratto di Francesco delle Opere
Il Ritratto di Francesco delle Opere è un dipinto a olio su tavola (52x44 cm) di Pietro Vannucci detto il Perugino, databile al 1494 e conservato nella Galleria degli Uffizi a Firenze.

## Storia
La prima menzione del dipinto è nell'inventario delle opere del cardinale Leopoldo de' Medici, come  opera di "Raffaello seconda maniera". Nel XIX secolo venne attribuita al Perugino e a Jacopo Francia, poi di nuovo al Perugino da Antonio Ramirez de Montalvo, che scoprì una scritta sul retro del dipinto, decifrandone tra l'altro solo una parte. Oggi essa è stata letta come: "1494 DI LVGLIO PIETRO PERVGINO PINSE FRANC[ESC]O DEL LOPRE PEYNAGA".
Per molto tempo venne anche considerato un autoritratto dell'artista, infatti quando nel 1883 pervenne agli Uffizi fu esposto nella galleria degli autoritratti del Corridoio vasariano. L'opera proveniva da Pitti, dove era arrivata nel 1799 dalla Guardaroba Medicea. Solo nel 1881 fu finalmente letta correttamente l'iscrizione riconoscendo l'effigiato in Francesco delle Opere (m. 1516), intagliatore di gemme e amico del Perugino, nonché fratello del più celebre Giovanni delle Opere, detto Giovanni delle Corniole.

## Descrizione e stile
La figura di Francesco delle Opere, benestante artigiano fiorentino della fine del XV secolo, è ritratta di tre quarti voltato a sinistra, con una berretta nera che raccoglie una fitta capigliatura riccioluta, una mantella dello stesso colore, una veste rossa aperta sul davanti e tenuta da lacci e una camicia bianca come sottoveste. In mano tiene un rotolo di carta da cui sporge il cartiglio "Timete Devm", inizio di una celebre predica di Savonarola che illumina sul contesto religioso e storico in cui l'opera venne prodotta. Le mani sono appoggiate su un ipotetico parapetto che coincide col bordo inferiore del dipinto, riprendendo l'esempio di pittori fiamminghi dell'epoca, come l'Uomo con la lettera di Hans Memling.
Il personaggio è caratterizzato da una sottile vena psicologica, malinconica e assorta, in cui sono evidenziate le caratteristiche di rigore morale e di fermezza del carattere, anche per via della posa appena impettita. Nei ritratti Perugino era solito abbandonare la vena dolce e idealizzata delle opere religiose, indagando a fondo la fisionomia; anche in questo caso molti dettagli sono resi con grande cura millimetrica, dimostrando ancora una volta l'influenza fiamminga. Il gioco di luci e ombre è reso con un tratteggio sottilissimo a punta di pennello.
Anche lo sfondo ha alcuni elementi in comune con quello dell'opera di Memling, come la città fortificata con alte torri coronate a punta, sulla sinistra. Le dolci colline, prive di asperità, sono punteggiate da alberelli esili e frondosi tipici della scuola umbra, e sfuma in lontananza secondo le regole della prospettiva aerea, che dilata a dismisura la profondità della veduta. Come tipico di quegli anni lo sfondo è reso più interessante dalla presenza di un lago, le cui acque azzurrine si intonano alla perfezione col verde delle colline e il celeste del cielo e delle montagne lontane, velate dalla foschia.